# 크리스 레오네
크리스 레오네(본명: 김서현, 1997년 8월 2일 ~ )은 대한민국의 가수이다.

## 데뷔
- 2013년 싱글 앨범 "Into The Skies"

## 음반
- 2021년 Faith Is A Lie
- 2015년 The End
- 2013년 Into The Skies